# Pseudotrechisibus
Pseudotrechisibus is een geslacht van kevers uit de familie van de loopkevers (Carabidae). De wetenschappelijke naam van het geslacht is voor het eerst geldig gepubliceerd in 1982 door Mateu & Belles.

## Soorten
Het geslacht Pseudotrechisibus is monotypisch en omvat slechts de volgende soort:
- Pseudotrechisibus sphaericus Mateu & Belles, 1982